# Grupa Złotego Stołu
Grupa Złotego Stołu (słow. skupina Zlatý stôl) – najwyższa, centralnie położona grupa górska w Górach Wołowskich w Łańcuchu Rudaw Słowackich. Najwyższy szczyt grupy (Zlatý stôl, 1322 m n.p.m.) jest jednocześnie najwyższym szczytem Gór Wołowskich i całych Rudaw Spiskich. Grupa rozciąga się pomiędzy przełęczą Súľová (909 m n.p.m.) na północnym zachodzie a Przełęczą Úhorniańską (999 m n.p.m.) na południowym wschodzie.